# 让-卢·克雷蒂安
让-卢·克雷蒂安（法語：Jean-Loup Chrétien，1938年8月20日—）是法國國家太空研究中心已退役宇航员。他是第一位进入太空的法国人，也是第一位进入太空的西欧人。

## 生平
1938年8月20日生于拉罗歇尔。1959年至1961年在普罗旺斯地区萨隆法国空军学院学习。1962年成为军事飞行员。1970年转入伊斯特爾试飞员学校，在试飞中心工作，曾负责监管幻象F1型戰鬥機的试飞任务。1977年至1978年担任空军南部防卫师普罗旺斯地区艾克斯管区副司令。1978年至1979年在英国威爾特郡的帝国试飞员学校深造。
1979年4月，苏联与法国达成国际宇航员计划协议。克雷蒂安和博德里成为1980年6月12日最终入选的两名队员。他们于1980年9月开始在加加林宇航员培训中心接受太空飞行培训。1981年，他被任命为联盟T-6载人任务的主乘员。
1982年6月24日，他参加了第一次“苏-法载人航天飞行”任务，乘坐联盟T-6与礼炮7号空间站对接。这次任务的指令长是弗拉基米尔·贾尼别科夫，工程师是亚历山大·伊万琴科夫。他们3人在太空停留了7天，利用法国专家研制的摄影仪器共同实验研究了地球大气、行星间介质及银河外辐射源。7月2日在哈萨克境内的阿尔卡雷克东北部65公里处成功降落。随后，他被苏联最高苏维埃主席团授予苏联英雄荣誉称号、金星奖章及列宁勋章。
1988年11月26日，他开始了第二次太空任务，与亚历山大·沃尔科夫和谢尔盖·克里卡廖夫乘坐联盟TM-7号与和平号空间站对接。12月9日，他与亚历山大·沃尔科夫进行了一次舱外活动。这是第一次由非苏联、非美籍的宇航员进行的太空行走任务。
1994年，他被选为美国国家航空航天局第15组航天员，在林顿·约翰逊太空中心接受培训。1997年9月25日至10月6日，他成功进行了STS-86任务，与和平号空间站对接。

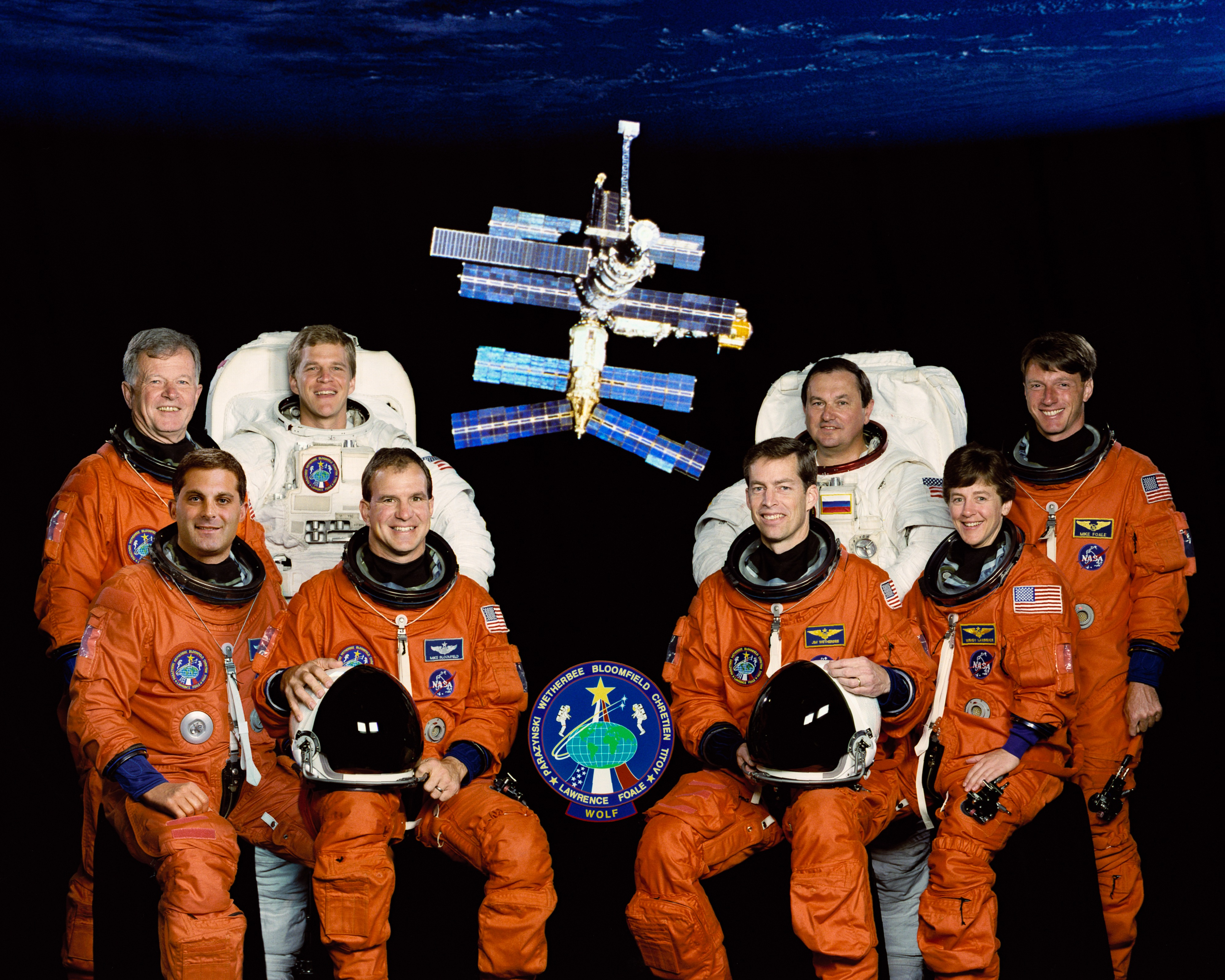
STS-86队员合影

2000年9月，他在美国德克萨斯州韦伯斯特市的一家家得宝商店购物时，一架重达31千克的钻床从比他高3米的架子上掉下来，直接砸向了他。经过医生检查，他的伤势非常严重，2001年被迫退出太空计划。事故发生数月后，他向家得宝提出了1500万美元的赔偿诉讼。他们于2002年达成和解，具体内容保密而暂未公开。

## 个人生活
克雷蒂安是一名管风琴爱好者。他目前居住在莫尔莱。

## 统计
| # | 发射载具 | 发射时间（UTC）        | 任务代号         | 返回载具 | 着陆时间（UTC）       | 时长总计       | 舱外活动次数 | 舱外活动时长 |
| - | -------- | ---------------------- | ---------------- | -------- | --------------------- | -------------- | ------------ | ------------ |
| 1 | 联盟T-6  | 1982年6月24日16时29分  | 礼炮7号第2次任务 | 联盟T-6  | 1982年7月2日14时20分  | 7天21小时50分  | 0            | 0            |
| 2 | 联盟TM-7 | 1988年11月26日15时49分 | 和平号第4次任务  | 联盟TM-6 | 1988年12月21日9时56分 | 24天18小时7分  | 1            | 5小时57分    |
| 3 | STS-86   | 1997年9月26日2时34分   | 和平号第24次任务 | STS-86   | 1997年10月6日21时55分 | 10天19小时20分 | 0            | 0            |
|   |          |                        |                  |          |                       | 43天11小时17分 | 1            | 5小时57分    |

舱外活动统计
| # | 日期（UTC）   | 同伴              | 持续时长  |
| - | ------------- | ----------------- | --------- |
| 1 | 1988年12月9日 | 亚历山大·沃尔科夫 | 5小时57分 |